# Entypesa rastellata
Espèce
Entypesa rastellata est une espèce d'araignées mygalomorphes de la famille des Entypesidae.

## Distribution
Cette espèce est endémique du Vakinankaratra à Madagascar,. Elle se rencontre vers Manjakatompo.

## Description
Le mâle holotype mesure 9,10 mm.

## Publication originale
- Zonstein, 2018 : Notes on Entypesa (Araneae: Nemesiidae) in the Field Museum of Natural History, with descriptions of four new species from Madagascar. Arachnology, vol. 17, no 9, p. 469-479.